# Bigi yari
Bigiyari of bigiyari is een Surinaams feest dat vooral binnen de Creoolse gemeenschap gevierd wordt. Bigi yari wordt gevierd als iemand een speciale verjaardag viert, bijvoorbeeld een kroonjaar. 
De vrouwen dragen de Surinaamse klederdracht van vroeger of een koto.